# Mark Barrowcliffe
Mark Barrowcliffe (* 1964 in Coventry) ist ein britischer Autor. Er wuchs in Coventry auf und studierte an der University of Sussex. Barrowcliffe arbeitete als Journalist und Stand-up Comedian, bevor er seinen ersten Roman Girlfriend 44 schrieb. Derzeit lebt und schreibt er in Paris. 
Für Girlfriend 44 hat sich Ron Howard die Filmrechte gesichert.

## Bibliographie (Auswahl)
- Girlfriend 44 (2000), dt.: „Girlfriend No. 44“ (2001), ISBN 3-404-14607-7
- Infidelity for first-time fathers (2001), dt.: „Der kleine Hunger zwischendurch“ (2003), ISBN 3-404-14863-0
- Was it Good for You (2003)
- Lucky Dog (2004), dt.: „Auf den Hund gekommen“ (2006), ISBN 3-404-15421-5
- I Fell In Love With an Orc (derzeit in Arbeit   )